# 卡尔利夫卡 (顿涅茨克州)
卡尔利夫卡（烏克蘭語：Карлівка），或按俄语名译为卡尔洛夫卡（俄语：Карловка），是乌克兰東部顿涅茨克州波克羅夫斯克區新赫罗迪夫卡市镇内的村庄。该村位于首府顿涅茨克以西约40公里。

## 历史
2014年4月，在顿巴斯战争期间，该村被頓巴斯親俄武裝占领。5月23日，亲乌克兰政府民兵组织顿巴斯营试图攻击亲俄武装在该村的防御工事，却遭到亲俄武装的伏击。经过大约四个小时的战斗，最终该营在战斗中损失了五名士兵。7月23日，乌克兰军队从亲俄武装手中收复了该村。
2024年4月，俄罗斯军队加强了对该村的进攻行动。6月3日，俄军已推进至该村附近，并于8月30日占领了该村。9月4日，俄罗斯国防部宣布，俄军“中部”集群部队已完全控制该村。

## 人口统计
根据2001年烏克蘭人口普查，该村的人口为414人。该村人口的母语比率占比：
- 乌克兰语：49.03%
- 俄语：49.28%